# Boudry (gemeente)
Boudry is een gemeente en plaats in het Zwitserse kanton Neuchâtel en was de hoofdplaats van het gelijknamige district tot op 31 december 2017 de districten van Neuchâtel werden afgeschaft.
Boudry telt 4994 inwoners.
Ieder jaar wordt het tweede weekend van september het driedaagse festival "Boudrysia" gehouden waar de komende wijnoogst wordt gevierd met een straatfestival.

## Geboren
- Jean-Paul Marat (1743-1793), Frans arts, fysicus, journalist, uitgever en revolutionair
- Philippe Suchard (1797-1884), chocolatier
- Gabrielle Berthoud (1907-1987), historica en onderwijzeres